# Yohann Delattre
Pour les articles homonymes, voir Delattre.
Yohann Delattre, né le 24 janvier 1968 à Lille, est un ancien joueur de handball français. Évoluant au poste de gardien de but, il a été sélectionné à 92 reprises en équipe de France entre 1990 et 1999, avec laquelle il devient champion du monde 1995.
Sa carrière de joueur achevée, il devient entraîneur. Ainsi, avec l'équipe de France junior, il remporte le championnat du monde junior 2015. En 2024, il est nommé adjoint de Guillaume Gille en équipe de France.

## Carrière de joueur
Yohann Delattre a commencé à jouer en minimes au Lille Université Club, où il est formé avant de jouer ses premiers matchs professionnels en Division 1. Il connait ainsi ses premières sélections en équipe de France en 1990. En 1991, alors que le LUC est relégué à l'issue de la saison, le club fusionne avec le HBC Villeneuve d'Ascq pour créer le Lille Villeneuve d'Ascq qui évolue alors en Nationale 1B (D2). Le club ne parvenant pas à accéder à l’élite avec notamment ue 4e place en 1993, Yohann décide alors de rejoindre l’USAM Nîmes en 1993 puis, la saison suivante, l’OM Vitrolles. Après la disparition du club marseillais en 1996, le gardien retrouve le Lille Villeneuve d'Ascq où il termine sa carrière en 2004.

### Palmarès en équipe nationale
- Médaille d'or au championnat du monde 1995 ,  Islande
- Médaille de bronze au championnat du monde 1997 ,  Japon
- 4e place aux Jeux olympiques de 1996[5] à Atlanta,  États-Unis

### Palmarès en clubs
- Championnat de France
  - Vainqueur (1) : 1996.
  - Vice-champion (2) : 1994, 1995
- Coupe de France
  - Vainqueur (2) : 1994, 1995.
  - Finaliste (1) : 1996.

## Carrière d'entraîneur
- pôle espoir handball Dunkerque[6] (vainqueur interpole 2024,Nantes)
- entraineur de l'équipe de France junior[7]
- entraineur du Handball Club Villeneuve d'Ascq[8]

### Palmarès
Son palmarès avec  l'équipe de France junior est :
- médaille de bronze au Championnat du monde 2013
- médaille d'or au Championnat du monde 2015
- médaille de bronze au Championnat d'Europe 2016
- médaille de bronze au Championnat du monde 2017
- médaille d'argent au Championnat d'Europe 2018 (en)
- médaille d'or au Championnat du monde 2019